# 兰夫勒维尔
兰夫勒维尔（法語：Rainfreville，法語發音：[ʁɛ̃fʁəvil]）是法国滨海塞纳省的一个市镇，属于迪耶普区。

## 地理
兰夫勒维尔（49°47'26"N, 0°56'14"E）面积2.58 平方千米，位于法国诺曼底大区滨海塞纳省，该省份为法国北部沿海省份，其西部及北部濒大西洋英吉利海峡，东起顺时针与索姆省、瓦兹省、厄尔省和卡爾瓦多斯省接壤。
与兰夫勒维尔接壤的市镇（或旧市镇、城区）包括：布拉希、格勒维尔、鲁瓦维尔、科地区托克维尔、韦内唐维尔。

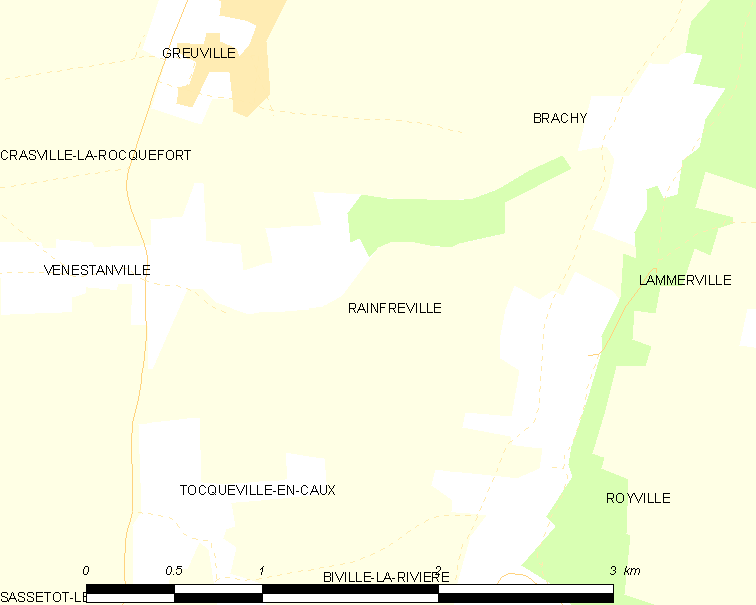
兰夫勒维尔的OSM定位图

兰夫勒维尔的时区为UTC+01:00、UTC+02:00（夏令时）。

## 行政
兰夫勒维尔的邮政编码为76730，INSEE市镇编码为76519。

## 政治
兰夫勒维尔所属的省级选区为吕讷赖县。

## 人口

1962-2008年间兰夫勒维尔人口变化图示

兰夫勒维尔于2022年1月1日时的人口数量为74人。